# جوزيبي موريلو
جوزيبي موريلو هو لاعب كرة قدم سويسري في مركز الهجوم، ولد في 12 أكتوبر 1985 في Allschwil ‏ في سويسرا. لعب مع نادي بيل-بيين ونادي ثون ونادي يانغ بويز.

## وصلات خارجية
- جوزيبي موريلو على موقع قاعدة بيانات كرة القدم.إي يو (الإنجليزية)
- جوزيبي موريلو على موقع Soccerway.com (الإنجليزية)